# De Kraaien

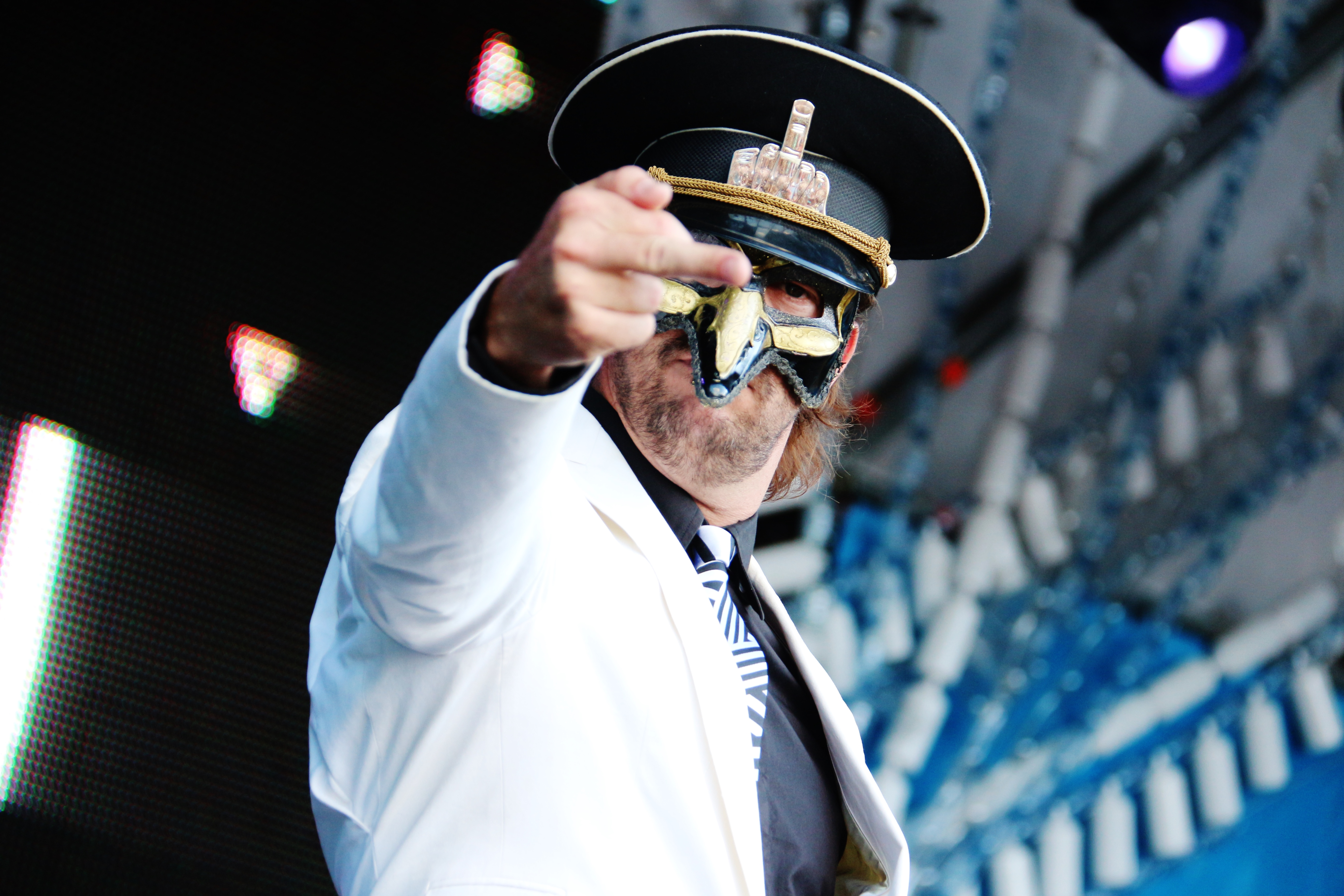
Bernd Gansebev

De Kraaien is een Nederlandse rapformatie, die in 2012 bekend werd door de single Ik vind je lekker met in de videoclip de Vlaamse zangeres Evi Hanssen. De formatie wordt gevormd door Bernd Gansebev, Prins Clit in Paanham en Neurbert El Halt, de artiestennamen (en anagrammen) van respectievelijk Seb van den Berg, Christiaan Lippmann en Albert Hünteler. Ze rappen en zingen voornamelijk in het Haags dialect. Op 12 juni 2013 ontvingen ze voor de verkoop van meer dan 10.000 singles van Ik vind je lekker een gouden plaat in het ochtendprogramma GIEL van dj Giel Beelen op 3FM.
Op 10 oktober 2014 werd bekendgemaakt dat Neurbert el Halt geen deel meer uitmaakte van de formatie. In januari 2018 verliet ook Prins Clit in Paanham de formatie.

## Discografie

### Albums
| Album | Verschijnen   | Label         | Hitlijsten | Hitlijsten | Hitlijsten | Hitlijsten | Opmerkingen |
| Album | Verschijnen   | Label         | BE (VL)    | BE (VL)    | NL         | NL         | Opmerkingen |
| Album | Verschijnen   | Label         | Piek       | Weken      | Piek       | Weken      | Opmerkingen |
| ----- | ------------- | ------------- | ---------- | ---------- | ---------- | ---------- | ----------- |
| Goud  | 11 maart 2016 | Cloud 9 Music | —          | —          | 52         | 2          | Studioalbum |

### Nummers met notering(en) in een hitlijst
| Lied                | Verschijnen      | Album | Hitlijsten | Hitlijsten | Hitlijsten  | Hitlijsten  | Hitlijsten   | Hitlijsten   | Opmerkingen       |
| Lied                | Verschijnen      | Album | BE (VL)    | BE (VL)    | NL (Top 40) | NL (Top 40) | NL (Top 100) | NL (Top 100) | Opmerkingen       |
| Lied                | Verschijnen      | Album | Piek       | Weken      | Piek        | Weken       | Piek         | Weken        | Opmerkingen       |
| ------------------- | ---------------- | ----- | ---------- | ---------- | ----------- | ----------- | ------------ | ------------ | ----------------- |
| Ik vind je lekker   | 26 november 2012 | —     | tip13      | —          | 13          | 11          | 13           | 16           | Goud in Nederland |
| Pechvogel           | 21 mei 2013      | —     | —          | —          | 33          | 5           | 36           | 8            |                   |
| Dat gepijpzeik      | 26 juni 2013     | —     | —          | —          | 32          | 3           | 36           | 5            |                   |
| Ik wil met je sexen | 25 februari 2015 | —     | —          | —          | tip12       | —           | —            | —            |                   |